# Борго Оркидеа (Рагуза)
Борго Оркидеа је насеље у Италији у округу Рагуза, региону Сицилија.
Према процени из 2011. у насељу је живело 26 становника. Насеље се налази на надморској висини од 196 м.